# 五車一
五車一 (御夫座Iota/ι Aur / ι Aurigae) 是在御夫座內的一顆恆星，它的固有名是Al Kab，是由Kabdhilinan縮短而得，源自阿拉伯文的 الكعب ذي العنان al-kacb ðīl-cinān "握著韁繩的人(馬車的駕駛人，charioteer)"。Geoffrey Chaucer 在他於1391年出版的星盤'Treatise on the Astrolabe中，將這顆恆星標示為Alkab,。在Antonín Bečvář的星圖中，它的傳統名稱是Hassaleh。
五車一是一顆橘色的K-型亮巨星，視星等是+2.69，與地球的距離大約512光年，光度因為星際塵埃的影響而降低了0.6等。
中國的名稱五車一，則是五輛戰車中的第一輛。

## 行星的系統？
在2007年6月25-29日在希臘桑托里尼召開的系外太陽系會議中Reffert等人提到在亮巨星五車一偵測到一對2：1共振的次恆星軌道。這些伴星是軌道週期分別為2年和4年的棕矮星，但未提及這些候選者的最低質量。但此一檢測結果迄今仍未被確認，如果成真，這個系統將會非常類似BD+20°2457，是有兩顆棕矮星在共振軌道上運行的亮巨星。另一方面，Hekkel 等人(2008年)檢測到1460天的週期，暗示可能存在一顆確實存在但尚未看見的伴星。
| b (未确认) | <<50? MJ | ≈2.8 | ≈730  | ? |
| c (未确认) | <<50? MJ | ≈4.5 | ≈1460 | ? |

## 外部連結
- HR 1577 （页面存档备份，存于）
- The Constellations and Named Stars
- Image Iota Aurigae
- Extreme Solar Systems posters
- Extreme Solar Systems Abstracts